# Final Fantasy VIII
Vous lisez un « bon article » labellisé en 2009.
Pour les articles homonymes, voir FF8.
Final Fantasy VIII (en japonais ファイナルファンタジーVIII, Fainaru Fantajī Eito) est un jeu vidéo de rôle développé par Square (devenu depuis Square Enix) sous la direction de Yoshinori Kitase et constituant le huitième opus de la série Final Fantasy. Le jeu sort sur PlayStation en 1999 et sur Windows en 2000. Il est également disponible sur le PlayStation Network depuis le 4 février 2010 et par l'entremise de la plate-forme Steam depuis le 5 décembre 2013.
Comme son prédécesseur, Final Fantasy VIII s'éloigne des mondes fantastiques traditionnels pour présenter un univers inspiré du monde contemporain. L'histoire met en scène un groupe de jeunes mercenaires, entraînés dans un conflit international, qui cherchent à sauver le monde d'une sorcière manipulant la guerre pour arriver à ses fins. En parallèle, le scénario développe une relation amoureuse entre les deux personnages principaux (représentés sur le logo).
Avec plus de 7,8 millions d'unités vendues, Final Fantasy VIII remporte un grand succès commercial, et ce malgré plusieurs critiques vives à l'encontre du système de capacité, jugé trop compliqué. Le titre se différencie de nombreux standards de la série. C'est le premier jeu à utiliser des personnages normalement proportionnés (par opposition au style dit Super Deformed), le premier à utiliser un thème chanté (en écartant One-Winged Angel de Final Fantasy VII) et un des seuls épisodes à dévier du mode traditionnel d'évolution des personnages.
En juin 2019, Square Enix annonce le développement de Final Fantasy VIII Remastered sur Nintendo Switch, PlayStation 4, Xbox One et Steam. Disponible depuis le 3 septembre 2019, cette version propose une refonte graphique de l'ensemble des modèles de personnages et quelques fonctionnalités supplémentaires. En mars 2021, Square Enix lance la version mobile de Final Fantasy VIII Remastered sur iOS et Android.

## Trame

### Univers
L'action de Final Fantasy VIII se déroule en majorité dans un monde fantasy anonyme, divisé en cinq continents. Le plus vaste d'entre eux, où se trouve Esthar, s'étend sur la partie orientale et nord-orientale de la carte. Le second continent le plus vaste, nommé Galbadia, s'étend à l'ouest et comprend la plupart des lieux du jeu. Balamb est une petite île située environ au milieu de la carte et constitue le point de départ de l'aventure. Les deux continents restants, Centra et Trabia, sont les plus petits et sont la plupart du temps dévastés par une Larme Sélénite,. Le continent le plus au sud est long et fin, alors que l'autre, un peu plus au nord, est un archipel de plusieurs territoires divisés et éparpillés. Les îles et les structures marines sont parsemées dans le reste du monde, et une partie du jeu se déroule à l'extérieur de ce monde (en particulier aux environs de son unique lune).
Afin de répondre aux souhaits du réalisateur Yoshinori Kitase, à savoir créer une atmosphère étrangère[pas clair], plusieurs designs ont été sélectionnés en se basant sur le style de divers lieux familiers, tout en maintenant une ambiance fantasy. Les inspirations varient entre l'architecture de l'Égypte et de la Grèce antique, en passant par Paris, afin de créer une société européenne futuriste et idéalisée.

### Personnages
Final Fantasy VIII propose six personnages principaux jouables. Squall Leonhart est un solitaire qui se concentre sur son devoir et qui évite de se préoccuper des autres, car il pense que cela le rend vulnérable. Linoa Heartilly est une jeune femme passionnée qui n'hésite pas à suivre son cœur dans toutes les situations et à exprimer ce qu'elle ressent. Quistis Trepe, instructrice à l’université, a un caractère sérieux et patient. Zell Dincht est un adepte des arts martiaux passionné par les combats. Selphie Tilmitt est une fille joyeuse adorant les véhicules, pilote de l'astronef nommé Hydre vers la fin du jeu. Irvine Kinneas est un tireur d'élite dragueur dissimulant sous une apparente décontraction sa peur de la solitude. D'autres personnages secondaires sont jouables, tels que Laguna Loire, Kiros Seagill, Ward Zabac (dans des flash-back) ainsi que les antagonistes Seifer Almasy et Edea Kramer.

### Scénario

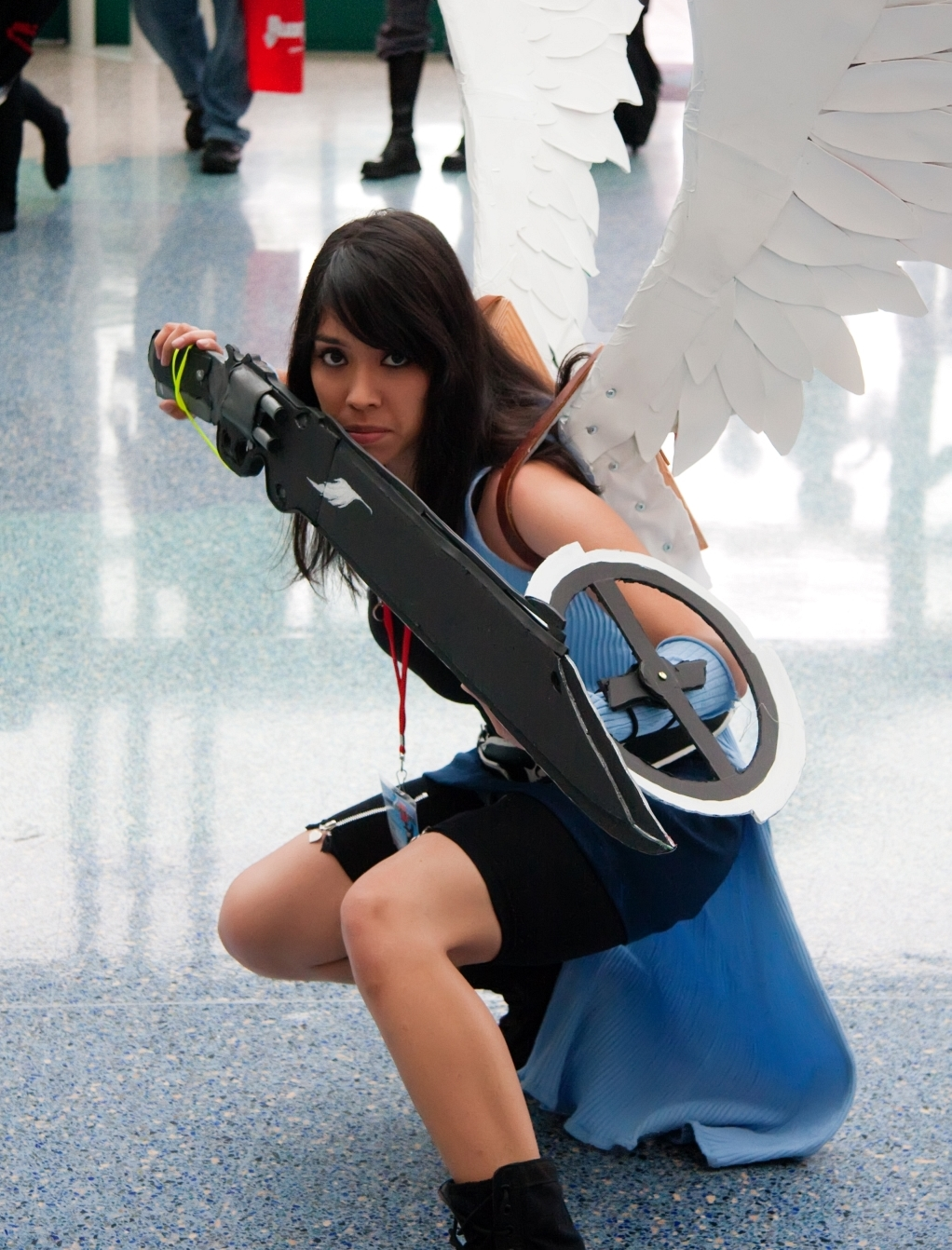
Linoa Heartilly.

L'histoire de Final Fantasy VIII s'ouvre sur un duel entre Squall Leonhart et son rival Seifer Almasy, lors d'une séance d'entraînement à l'extérieur d'une académie militaire appelée « Garden ». Durant le combat, les deux étudiants se blessent le visage l'un de l’autre et rentrent au Garden pour se faire soigner. Squall doit alors passer la première épreuve pour devenir SeeD : vaincre Ifrit, une Guardian Force habitant dans la Mine de soufre à proximité de l'université. Pendant ce temps-là, Galbadia, présidé par Winzer Deling, envahit Dollet, forçant la ville à engager le SeeD de la Balamb Garden University (aussi appelée B.G.U.) — les forces d'élite du Garden — comme aide. Le SeeD utilise cette mission comme examen pour leurs étudiants éligibles et, avec l'aide de son instructeur Quistis Trepe, Squall passe sa seconde épreuve. Alors que le SeeD se prépare pour l'assaut, Squall est assigné à une équipe d'attaque avec Zell Dincht et Seifer. À Dollet, Seifer abandonne l'équipe à mi-chemin, obligeant Selphie Tilmitt, une étudiante du Garden de Trabia aspirant à devenir une Seed, à rejoindre Squall et Zell pour la fin de la mission et découvre l’objectif de Galbadia : réactiver une tour parabole. Le SeeD arrête l'avancée de Galbadia ; Squall, Zell et Selphie accèdent au statut de SeeD, et Seifer est recalé pour avoir agi seul.
Peu après être monté en grade, Squall rencontre une jeune femme nommée Linoa Heartilly, dont l'attitude et l'approche envers la vie sont apparemment à l'opposé des siennes. Le SeeD lui confie alors sa première mission : aider cette jeune femme dans sa résistance contre Galbadia, avec l'aide de Zell et de Selphie, en détournant le train du président Deling. Squall y apprend alors qu'une sorcière nommée Edea est le cerveau derrière les attaques de Galbadia, une annonce faite par la télévision. Edea tue bientôt Deling et Galbadia devient une dictature impériale. Sous les ordres de la Fac de Galbadia et de la B.G.U., Squall et son équipe — à présent rejoints par Quistis et le tireur d'élite de Galbadia, Irvine Kinneas — essaient d'assassiner la sorcière. Malgré une exécution presque parfaite du plan — mis au point par le Major Caraway, père de Linoa et général de l'armée galbadienne — c'est une défaite et l'équipe est emprisonnée. Squall apprend que Seifer a quitté la B.G.U. pour devenir le second d'Edea.
Après s'être évadée de la prison du désert de Galbadia, l'équipe se sépare en deux groupes : le groupe de Squall stoppe un conflit interne à la B.G.U. incité par Norg, le financeur du SeeD, alors que celui de Selphie ne parvient pas à empêcher le lancement des missiles de Galbadia sur Balamb et Trabia Garden. Cette attaque oblige Squall à transformer la B.G.U. en forteresse mobile via un mécanisme ancien situé dans les sous-sols de la B.G.U. pour éviter les missiles provenant de la Base des Missiles. Cependant la B.G.U. volante est difficilement contrôlable et s'écrase sur les docks d'Horizon, au milieu de l'océan. Alors que Squall négocie avec le maire de la ville, Galbadia l'envahit à la recherche d'une femme nommée Ellone, qui est restée à la B.G.U. jusqu'à récemment.
À plusieurs reprises, Ellone, grâce à un pouvoir spécial — celui-là même qui amène Edea à la poursuivre pour l'enlever — envoie Squall et ses alliés dans une série de flashbacks s'étant déroulés dix-sept ans auparavant. Ces flashbacks se concentrent sur un homme nommé Laguna et ses deux amis Kiros et Ward. Laguna, ancien soldat galbadien déserteur, devient, à la suite de nombreux concours de circonstances, le défenseur auto-proclamé de Winhill un petit village de campagne, avant de devenir journaliste pour le magazine Timber Maniacs, puis le président d'Esthar, une superpuissance technologique.
Pendant ce temps, Squall se remet en question et tente de résoudre des conflits personnels. Cid, le directeur de la B.G.U., le nomme nouveau leader des SeeD, et son amour pour Linoa grandit. Squall lutte contre ce sentiment et essaie, comme auparavant, de bloquer son affection, par peur de devenir vulnérable. Au fil des aventures, le joueur voit les sentiments du héros évoluer, lorsqu'il apprend au fur et à mesure du temps l'importance et la nécessité d'autrui et plus particulièrement, d'avoir des « amis ».
Alors qu'Edea et Seifer continuent de parcourir le monde à la recherche d'Ellone, la situation se complique plus tard lors d'une visite dans les ruines du Trabia Garden. Squall et ses camarades apprennent qu'ils furent élevés tous ensemble, à l'exception de Linoa, avec Seifer et Ellone dans un orphelinat dirigé par Edea. Ils développèrent par la suite une amnésie, à cause de leur utilisation des Guardian Forces. En outre, ils apprennent aussi qu'Edea est la femme de Cid, et qu'ils ont créé ensemble les Garden ainsi que le SeeD afin de combattre les sorcières démoniaques.
Plus tard, toutes les forces de la B.G.U. et de l'armée galbadienne (utilisant la Fac de Galbadia à présent mobile), dirigées respectivement par Squall et Seifer, s'engagent dans le conflit. Squall et ses amis infiltrent la Fac de Galbadia et défont tour à tour Seifer et Edea. C'est la victoire de Balamb sur Galbadia, mais le joueur apprend qu'Edea est seulement une marionnette contrôlée par une sorcière plus puissante encore nommée « Ultimecia », qui vit dans le futur et souhaite compresser tous les temps en un seul moment. Cela lui donnerait le pouvoir de toutes les sorcières ayant jamais existé, et c'est pour cette raison qu'elle recherche Ellone,. Une bataille contre Edea oblige Ultimecia à transférer ses pouvoirs à Linoa, laissant Edea en vie, mais faisant tomber Linoa dans un profond coma. Squall devient alors obsédé par son réveil et demande de l'aide au docteur Geyser, un scientifique reconnu vivant à Esthar. Cependant, lorsque Linoa se fait soigner dans la station spatiale d'Esthar, Ultimecia prend possession du corps de Linoa et l'utilise pour libérer Adel, une sorcière emprisonnée responsable de la guerre occulte qui s'est déroulée dix-sept ans auparavant. Ultimecia ordonne ensuite à Seifer de réactiver le Lunatic Pandora d'Esthar, créant ainsi une pluie de monstres venus de la lune appelée la « Larme Sélénite ». Cette dernière rapporte la cellule d'Adel de l'espace à la planète, laissant Esthar se faire attaquer par des centaines de monstres.
Ayant choisi Adel comme dernier hôte, Ultimecia abandonne Linoa dans le vide de l'espace. Squall la sauve, mais ils échouent sur un vaisseau spatial abandonné, l'Hydre. Ils l'utilisent pour retourner sur la planète et sont approchés par une délégation d'Esthar qui enferme Linoa par peur de ses dons de sorcière. Squall et ses compagnons la sauvent et rencontrent finalement Laguna, se révélant être le père adoptif d'Ellone. Un plan est conçu avec le docteur Geyser afin de laisser Ultimecia se servir d'Ellone pour comprimer le temps, ce qui permettra au groupe de l'affronter dans sa propre époque. Avant que la Compression Temporelle ne débute, Squall est forcé de se battre contre Seifer une fois encore et tue Adel avant qu'elle ne parvienne à assimiler Linoa. Utilisant le lien d'amitié qui les unit comme lien avec la réalité, Squall et ses amis s'immunisent eux-mêmes contre les effets de la Compression Temporelle, voyagent jusqu'à l'époque d'Ultimecia et la vainquent.
Ultimecia battue, l'univers commence à redevenir normal. Squall est presque perdu dans les flux du temps et est témoin des origines de toute l'histoire. Lorsqu'une Ultimecia mourante remonte le temps pour offrir ses pouvoirs à Edea, treize ans dans le passé de Squall, il informe Edea des concepts de Garden et du SeeD qu'elle créera. Après quoi, il est transporté encore plus loin dans le temps et il est incapable de retrouver son chemin vers son présent jusqu'à ce qu'il soit sauvé par Linoa. À la fin du jeu, le SeeD organise un banquet pour célébrer leur victoire, et Squall embrasse Linoa en souriant pour la première fois du jeu.
On apprend aussi dans cette cinématique de fin que Laguna se révèle être le père de Squall. 
On en apprend un peu plus sur le passé de Squall, qui s'est retrouvé à l'orphelinat d'Edea à la suite de la mort de Raine, sa mère vivant à Winhill, et Laguna n'ayant d'autres choix que de placer son fils à cause de sa vie professionnelle trop encombrante.

## Système de jeu

### Généralités
À l'instar des autres opus de la série, Final Fantasy VIII possède à la base un gameplay de jeu vidéo de rôle standard. Le titre comporte trois phases de jeu distinctes : la carte du monde, la carte du terrain et l'écran de combat. La carte du monde est un mode en 3D dans lequel le joueur peut se déplacer librement à travers une version miniature du monde du jeu. Les personnages voyagent sur la carte du monde de diverses façons : à pied, en voiture, en chocobo, en train ou en engin aérien. La carte du terrain permet de contrôler les personnages en 3D dans des décors rendus préalablement en 2D, représentant des environnements comme des villes ou des forêts. L'écran de combat est une représentation en 3D d'un lieu tel qu'une rue ou une pièce, où se déroule un combat entre un maximum de trois personnages jouables et plusieurs ennemis contrôlés par l'intelligence artificielle. L'interface disponible à tout moment sur la carte du monde et la carte du terrain est un menu similaire aux épisodes précédents qui permet d'accéder aux différentes statistiques et capacités des personnages et de les modifier. Le système d'armement a été supprimé et de nouvelles commandes sont disponibles telles que le « Système d'association ». Final Fantasy VIII inclut un mini-jeu récurrent basé sur un jeu de cartes à collectionner appelé « Triple Triad ».

### Système d'association
Ce nouveau système tourne autour de créatures qui peuvent être invoquées par les personnages, appelées « Guardian Forces » (G-Forces, ou GFs). Pour pouvoir utiliser ses commandes standards telles que Magie, GF (invocation) et Objet, un personnage doit être associé à une G-Force. Seule la commande Attaque peut être utilisé sans G-Force. Alors que, dans les précédents opus, la magie était une capacité acquise, limitée par des « points de Magie ». Dans Final Fantasy VIII, elle doit être volée aux adversaires et à différentes sources de magie présentes dans l'environnement. De plus, certaines capacités des GFs permettent au joueur de produire de la magie à l'aide d'objets. Ces magies sont stockées sur les personnages à l'aide d'un inventaire, limité à cent unités par magie et par personnage, et diminuent lorsqu'elles sont utilisées. Les GFs permettent aussi de combiner ces magies aux statistiques des personnages — telles que la « Force » ou la « Rapidité » — pour diverses évolutions.
La flexibilité de ce système permet de créer des personnages puissants dès le début du jeu. Cette nouvelle utilisation des GFs fut une réelle révolution pour Final Fantasy. En effet, les créatures à invoquer étaient utilisées à l'origine presque exclusivement pour réaliser une seule attaque dévastatrice. Elles permettent à présent d'augmenter la puissance et la résistance des personnages et remplacent l'ancien système d'équipement (plusieurs armes, armures et accessoires au choix) par un système où une seule arme, spécialisée, peut être équipée à chaque personnage. Ces armes peuvent être améliorées un nombre de fois limité tout au long du jeu, augmentant ainsi leurs puissances et modifiant leurs apparences. Par exemple, Squall commence avec une gunblade appelée « Pistolame » mais pourra ensuite obtenir la « Lion Heart ».

### Limit Breaks
Comme dans Final Fantasy VII, chaque personnage possède une attaque spéciale unique appelée « Limit Break » (« Special Arts » dans la version japonaise). Alors que dans Final Fantasy VII, les Limit Breaks sont disponibles en accumulant les dommages, dans Final Fantasy VIII, ils sont disponibles aléatoirement à chaque tour où la santé du personnage (exprimée en « points de vie », ou HP pour Health Points) est en dessous de 32 % de son maximum (84 % dans le cas de Seifer Almasy). Ce système est similaire à celui de Final Fantasy VI, où des attaques spéciales sont disponibles lorsqu'un personnage est sur le point de mourir. La magie Aura augmente les apparitions de Limit Breaks, sans regarder les « points de Vie » du personnage.
Final Fantasy VIII introduit l'interactivité des Limit Breaks. Le joueur doit à présent rester aux aguets afin de presser la bonne touche au bon moment, comme sur une machine à sous, ou effectuer des combinaisons de touches en temps limité. Ces éléments, variant selon le personnage et la nature du Limit Break, permettent d'augmenter le potentiel de l'attaque.

### Expérience
Comme la plupart des jeux de rôle et des jeux Final Fantasy, des points d'expérience sont gagnés après une victoire lors d'un combat. Lorsqu'un personnage accumule mille points d'expérience, il gagne un niveau, ce qui permet d'augmenter les statistiques de base du personnage. Cependant, à la différence des Final Fantasy précédents, certains ennemis peuvent voir leurs niveaux eux aussi augmenter : leurs niveaux augmentent en même temps que ceux des personnages jouables. Les ennemis de haut niveau sont capables d'infliger et de résister à de plus gros dégâts et peuvent posséder des attaques spéciales supplémentaires. L'augmentation des statistiques grâce aux niveaux n'est rien comparaison de celles engendrées grâce au Système d'association.
En plus de gagner des niveaux, les Guardian Forces gagnent des « points de Compétences » (PDC) après les combats, leur permettant d'apprendre de nouvelles capacités. Lorsqu'une GF a appris une capacité, celle-ci devient disponible au personnage, dans certains cas à tous les personnages. À travers cet apprentissage, les GFs peuvent recevoir de nouvelles techniques pour le combat, créer de la magie en échange d'objets, fournir des bonus lorsque les personnages augmentent de niveau et permettre d'accéder à des magasins,.

## Développement

### Genèse

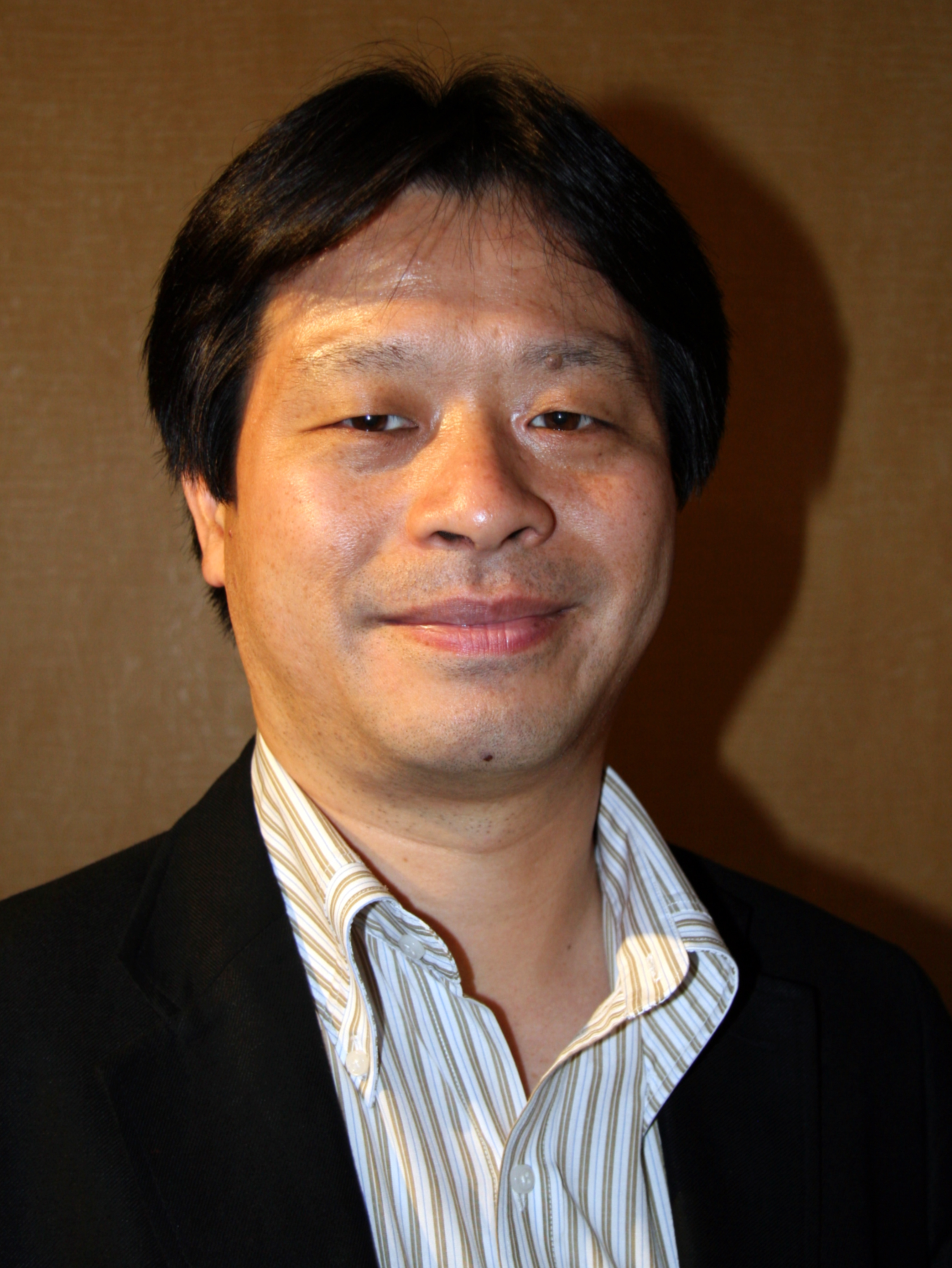
Yoshinori Kitase est le directeur du projet.

Développé entre 1997 et le début de 1999, la production de Final Fantasy VIII débute lors de la traduction anglaise de Final Fantasy VII. Hironobu Sakaguchi, le créateur de la série et réalisateur des premiers épisodes, laisse ce rôle une fois de plus à Yoshinori Kitase, directeur des deux précédents épisodes. Sakaguchi travaillant en priorité sur le développement de Final Fantasy : les Créatures de l'esprit, il occupe la place de producteur délégué sur le projet. Kitase fait appel à plusieurs créateurs d'expérience avec lesquels il a déjà travaillé sur les épisodes précédents pour développer ce huitième opus de la série : Kazushige Nojima rédige le scénario, Tetsuya Nomura crée les personnages, Yusuke Naora prend en charge la direction artistique, et Nobuo Uematsu compose les musiques.
Depuis le début du projet, Kitase souhaite un thème mêlant fantasy et réalisme. À cet effet, il décide de mettre en scène des personnages assez ordinaires. Le character designer Tetsuya Nomura et le directeur artistique Yusuke Naora rendent cette impression en créant des personnages normalement proportionnés, une entorse au design « chibi » utilisé dans les jeux précédents. De plus, Naora essaie d'augmenter le réalisme du monde à l'aide d'effets lumineux et d'ombres situés à des endroits stratégiques. Dans cette optique, d'autres mesures sont prises telles qu'une société de location de véhicules et l'utilisation de la capture de mouvement pour les cinématiques.
Le scénariste Kazushige Nojima déclare que les relations entre les personnages sont très importantes pour lui. Final Fantasy VII et Final Fantasy VIII mettent tous deux en scène des personnages réservés et calmes à l'instar de Cloud Strife et de Squall. Avec Final Fantasy VIII, cependant, Nojima a travaillé afin de faire savoir au joueur ce que les personnages pensent, contrastant ainsi fortement de Final Fantasy VII, qui encourage les joueurs à spéculer. Cette approche sur Final Fantasy VIII voit son plus bel exemple lors des monologues de Squall, permettant au joueur de lire ses pensées et de comprendre ce qu'il pense ou ressent lorsqu'il les garde pour lui.

### Character design
Durant la pré-production du jeu, le character designer Tetsuya Nomura propose de donner au jeu une atmosphère de type universitaire. Le scénariste Kazushige Nojima souhaite utiliser des personnages principaux de même âge. Les idées se réunissent et prennent la forme d'académies militaires appelées « Garden ». Nojima suggère de diviser le jeu en deux parties jouables (le groupe de Squall dans le présent et le groupe de Laguna dans le passé) pour marquer les différences : l'âge et l'expérience pour l'équipe de Laguna ; la jeunesse et l'inexpérience pour le groupe de Squall.
En accord avec l'atmosphère étrangère qui se dégage du jeu, l'objectif des character designer est de donner aux personnages un physique européen. Le premier personnage qui est créé suivant cette idée est Squall. Désirant ajouter un angle unique à l'aspect de Squall, pour souligner son rôle de personnage central, Nomura lui ajoute une cicatrice de gunblade lui traversant les sourcils et le nez. Les personnages n'ayant pas d'histoire détaillée à ce moment-là, Nomura explique l'origine de cette cicatrice à Nojima. Squall possède lui aussi une gunblade, un hybride fictif entre une épée et un revolver qui possède les fonctions primaires d'une épée, mais dont le mécanisme de revolver peut accentuer les dommages grâce à des vibrations. Son design est complété par de la fourrure autour du col de sa veste, incorporée par Nomura comme un défi aux designers des cinématiques.
Nomura décide de changer l'aspect de chaque personnage avant la dernière étape du design, sacrifiant ses premières intentions. Par exemple, il désirait à l'origine impliquer Seifer dans un triangle amoureux avec Linoa et Squall. Quistis devait porter une jupe, mais il change d'avis en lui faisant porter une longue robe par-dessus un pantalon. Comme un des personnages féminins doit porter une jupe et que Linoa est vêtue d'une minijupe par-dessus un short, il y a un certain conflit. Un compromis est réalisé avec le design de Selphie : celle-ci devait à l'origine porter une combinaison, mais Nomura choisit de combiner les deux. Enfin, lorsqu'il crée Linoa, Nomura décida d'éviter la tentation de la technologie des cinématiques en la rendant « mignonne » et en lui donnant une forte personnalité, au lieu de la rendre tout simplement « trop belle ».
Grâce à Final Fantasy VIII, Nomura introduit trois designs qu'il a établi précédemment, mais qu'il n'a pas encore utilisé dans un autre volet : Edea, Fujin et Raijin. Les deux derniers sont à l'origine dessinés pour Final Fantasy VII, mais à la suite de la création des Turks dans ce jeu, Raijin et Fujin sont devenus inutiles. Edea est créée avant la conception de Final Fantasy VII, en se basant sur le style de Yoshitaka Amano.
En plus d'avoir créé tous les personnages du jeu, Tetsuya Nomura dessine toutes les Guardian Forces. Conscient qu'il y a un côté « entraînement » inclus dans leurs rôles, il leur donne toutes les dispositions pour les différencier des humains, dont un physique rappelant les créatures mystiques.

## Bande-son
Le compositeur régulier de la série, Nobuo Uematsu, a écrit et dirigé la bande originale de Final Fantasy VIII, qui fut commercialisée en quatre CD par DigiCube au Japon et par Square Electronic Arts en Amérique du Nord. De plus, il fut commercialisé un arrangement orchestral de titres sélectionnés dans le jeu, orchestré par Shiro Hamaguchi, sous le titre de Fithos Lusec Wecos Vinosec ainsi qu'un arrangement au piano de quelques titres, joués par Shinko Ogata, sorti en tant que Piano Collections Final Fantasy VIII.
La bande originale est connue notamment pour deux chansons : Liberi Fatali, une chorale en latin, jouée lors de l'introduction du jeu, et Eyes on Me, une chanson pop servant de thème au jeu, chantée par Faye Wong. Cette dernière chanson est sortie en single au Japon et s'est vendue à 400 000 exemplaires, étant ainsi la musique de jeu vidéo la plus vendue de tous les temps dans ce pays jusqu'à la sortie de Hikari, de Utada Hikaru, pour Kingdom Hearts. Liberi Fatali a été choisie par une équipe de natation synchronisée lors des Jeux olympiques d'été de 2004 à Athènes,.

## Commercialisation
Final Fantasy VIII est commercialisé durant l'année 1999 à travers le monde. Il est tout d'abord publié au Japon le 11 février 1999 puis en Amérique du Nord le 9 septembre 1999. Dans le reste du monde, le jeu est publié en Europe le 27 octobre 1999,,, et en Australie le 29 octobre 1999 en Australie.
En 2000, une version PC de Final Fantasy VIII a été adaptée pour Windows. Cette nouvelle version met en scène des graphismes plus lisses, un son amélioré et inclut Chocobo World, un minijeu avec Boko, un Chocobo apparaissant dans l'une des quêtes annexes de Final Fantasy VIII,. Pour la plupart des joueurs nord-américains et européens, seule la version PC du jeu permettait de jouer à Chocobo World, puisqu'il était à l'origine seulement disponible sur la PocketStation, une console portable jamais commercialisée en dehors du Japon,,,.

## Accueil

### Critiques
Les avis sur le gameplay de Final Fantasy VIII sont partagés. Le site web IGN pointe les aspects les plus faibles du jeu, citant les séquences d'attaque des Guardian Force comme étant « incroyablement cinématographiques » mais pénibles, faisant l'écho d’Electronic Gaming Monthly. Ils considèrent aussi le système de combat comme extrêmement compliqué, pourtant perçu comme innovant. L'Official U.S. PlayStation Magazine affirme que le système d'association est le défaut majeur du jeu, à cause de son stockage de magie assez répétitif, alors que le magazine britannique Edge déclare que le système de combat se compose d'un nombre « ahurissant » d'options et de techniques complexes dont « la plupart des joueurs vont se réjouir ». GameSpot fait l'éloge du jeu, en expliquant que « les possibilités de personnalisation sont immenses ».
Les critiques comparent les autres aspects du jeu aux précédents Final Fantasy. Gaming Age cite le scénario et les graphismes comme les deux innovations majeures depuis Final Fantasy VII, mais considère que la musique est « à peine meilleure ». Bien qu'il se questionne sur l'absence de voix des personnages, le site Game Revolution loue son scénario et sa fin. Quant à Edge, ils déclarent que Final Fantasy VIII est « bien plus accompli que Final Fantasy VII ». D'un autre côté, le magazine estime que la longueur du jeu ne permet pas à son scénario d'« offrir des dialogues et sous-thèmes constamment forts ». De plus, le magazine pense aussi que quelques-uns des rebondissements ne sont « pas assez préparés et manipulés », considérant qu'il est « dur de ne pas saluer de tels moments avec autre chose que de l'indifférence ». Dans l'ensemble, Edge considère le jeu comme étant « esthétiquement incroyable, rarement contraignant et non loin d'être unique dans l'ampleur et l'exécution ». Electronic Gaming Monthly offre des commentaires similaires, déclarant que le développement des personnages du jeu est « le plus approfondi de tous les RPG » et que « Final Fantasy VIII est le sommet de son genre ».

### Accueil du public
Le jeu se vend à 2,5 millions d'exemplaires au Japon en moins de quatre jours. Finalement, il se vend à plus de 3,6 millions d'exemplaires sur le territoire. Deux jours après sa sortie en Amérique du Nord le 9 septembre 1999, Final Fantasy VIII devient le jeu le plus vendu aux États-Unis, une position qu'il tient pendant plus de trois semaines. Treize semaines après sa sortie, Final Fantasy VIII a engrangé 50 millions de dollars, ce qui fait de lui le Final Fantasy le plus vendu dans un laps de temps aussi court. En mars 2006, Final Fantasy VIII s'est vendu à 7,86 millions d'unités dans le monde entier, ce qui fait de lui le troisième jeu de la série le plus vendu après Final Fantasy X et Fantasy VII.
Le jeu est élu 22e meilleur jeu de tous les temps par les lecteurs du magazine japonais Famitsu.